# Svetovno prvenstvo v hokeju na ledu 1976
Svetovno prvenstvo v hokeju na ledu 1976 je bilo triinštirideseto Svetovno prvenstvo v hokeju na ledu. Potekalo je med 8. marcem in 19. aprilom 1976 v Katovicah, Poljska (skupina A), Aarauju in Bielu, Švica (skupina B) ter Gdansku, Poljska (skupina C). Zlato medaljo je osvojila češkoslovaška reprezentanca, srebrno sovjetska, bronasto pa švedska, v konkurenci enaindvajsetih reprezentanc, petnajstič tudi jugoslovanske, ki je osvojila trinajsto mesto. To je bil za češkoslovaško reprezentanco četrti naslov svetovnega prvaka. Isto leto je potekal tudi olimpijski hokejski turnir. 

## Dobitniki medalj
| Zlato | Srebro | Bron |
| ČeškoslovaškaJiří Holeček Vladimír Dzurilla Oldřich Machač František Pospíšil Jiří Bubla Milan Kajkl Milan Chalupa Miroslav Dvořák František Kaberle Vladimír Martinec Jiří Novák Bohuslav Šťastný Marián Šťastný Ivan Hlinka Jiří Holík Eduard Novák Milan Nový Jaroslav Pouzar Peter Šťastný František Černík | Sovjetska zvezaVladislav Tretjak Aleksander Sidelnikov Valerij Vasiljev Vladimir Lutčenko Genadij Cigankov Jurij Ljapkin Sergej Babinov Aleksander Filipov Boris Mihajlov Valerij Harlamov Viktor Žluktov Vladimir Šadrin Aleksander Jakušev Viktor Šalimov Aleksander Malcev Sergej Kapustin Helmut Balderis Aleksander Golikov Vladimir Golikov Sergej Korotkov | ŠvedskaGöran Högosta William Löfqvist Roland Bond Lars-Erik Esbjörs Björn Johansson Stig Salming Jan-Olof Svensson Stig Östling Per-Olov Brasar Lars-Erik Ericsson Roland Eriksson Hans Jax Martin Karlsson Dan Labraaten Lars-Gunnar Lundberg Bengt Lundholm Dan Söderström Mats Åhlberg Lars Öberg |

## Tekme

### Skupina A

#### Redni del
Prve štiri reprezentance so se uvrstile v boj za 1. do 4. mesto, ostale v boj za obstanek, rezultati medsebojnih tekem se prenesejo.
| 8. april 1976 | Švedska | 4:1 | Zahodna Nemčija | Katovice, Poljska |

| Poročilo tekme      | Poročilo tekme | Poročilo tekme | Poročilo tekme | Poročilo tekme |
| ------------------- | -------------- | -------------- | -------------- | -------------- |
| Začetek: ni podatka |                |                |                |                |

| 8. april 1976 | Češkoslovaška | 10:0 | Vzhodna Nemčija | Katovice, Poljska |

| Poročilo tekme      | Poročilo tekme | Poročilo tekme | Poročilo tekme | Poročilo tekme |
| ------------------- | -------------- | -------------- | -------------- | -------------- |
| Začetek: ni podatka |                |                |                |                |

| 8. april 1976 | Finska | 3:3 | ZDA | Katovice, Poljska |

| Poročilo tekme      | Poročilo tekme | Poročilo tekme | Poročilo tekme | Poročilo tekme |
| ------------------- | -------------- | -------------- | -------------- | -------------- |
| Začetek: ni podatka |                |                |                |                |

| 8. april 1976 | Poljska | 6:4 | Sovjetska zveza | Katovice, Poljska |

| Poročilo tekme      | Poročilo tekme | Poročilo tekme | Poročilo tekme | Poročilo tekme |
| ------------------- | -------------- | -------------- | -------------- | -------------- |
| Začetek: ni podatka |                |                |                |                |

| 9. april 1976 | Poljska | 0:12 | Češkoslovaška | Katovice, Poljska |

| Poročilo tekme      | Poročilo tekme | Poročilo tekme | Poročilo tekme | Poročilo tekme |
| ------------------- | -------------- | -------------- | -------------- | -------------- |
| Začetek: ni podatka |                |                |                |                |

| 9. april 1976 | Sovjetska zveza | 4:0 | Vzhodna Nemčija | Katovice, Poljska |

| Poročilo tekme      | Poročilo tekme | Poročilo tekme | Poročilo tekme | Poročilo tekme |
| ------------------- | -------------- | -------------- | -------------- | -------------- |
| Začetek: ni podatka |                |                |                |                |

| 10. april 1976 | Finska | 5:2 | Zahodna Nemčija | Katovice, Poljska |

| Poročilo tekme      | Poročilo tekme | Poročilo tekme | Poročilo tekme | Poročilo tekme |
| ------------------- | -------------- | -------------- | -------------- | -------------- |
| Začetek: ni podatka |                |                |                |                |

| 10. april 1976 | Švedska | 0:2 | ZDA | Katovice, Poljska |

| Poročilo tekme      | Poročilo tekme | Poročilo tekme | Poročilo tekme | Poročilo tekme |
| ------------------- | -------------- | -------------- | -------------- | -------------- |
| Začetek: ni podatka |                |                |                |                |

| 11. april 1976 | Poljska | 6:4 | Vzhodna Nemčija | Katovice, Poljska |

| Poročilo tekme      | Poročilo tekme | Poročilo tekme | Poročilo tekme | Poročilo tekme |
| ------------------- | -------------- | -------------- | -------------- | -------------- |
| Začetek: ni podatka |                |                |                |                |

| 11. april 1976 | Sovjetska zveza | 8:1 | Finska | Katovice, Poljska |

| Poročilo tekme      | Poročilo tekme | Poročilo tekme | Poročilo tekme | Poročilo tekme |
| ------------------- | -------------- | -------------- | -------------- | -------------- |
| Začetek: ni podatka |                |                |                |                |

| 11. april 1976 | Češkoslovaška | 3:1 | Švedska | Katovice, Poljska |

| Poročilo tekme      | Poročilo tekme | Poročilo tekme | Poročilo tekme | Poročilo tekme |
| ------------------- | -------------- | -------------- | -------------- | -------------- |
| Začetek: ni podatka |                |                |                |                |

| 12. april 1976 | Poljska | 3:5 | Zahodna Nemčija | Katovice, Poljska |

| Poročilo tekme      | Poročilo tekme | Poročilo tekme | Poročilo tekme | Poročilo tekme |
| ------------------- | -------------- | -------------- | -------------- | -------------- |
| Začetek: ni podatka |                |                |                |                |

| 12. april 1976 | ZDA | 1:2 | Vzhodna Nemčija | Katovice, Poljska |

| Poročilo tekme      | Poročilo tekme | Poročilo tekme | Poročilo tekme | Poročilo tekme |
| ------------------- | -------------- | -------------- | -------------- | -------------- |
| Začetek: ni podatka |                |                |                |                |

| 12. april 1976 | Češkoslovaška | 7:1 | Finska | Katovice, Poljska |

| Poročilo tekme      | Poročilo tekme | Poročilo tekme | Poročilo tekme | Poročilo tekme |
| ------------------- | -------------- | -------------- | -------------- | -------------- |
| Začetek: ni podatka |                |                |                |                |

| 13. april 1976 | Sovjetska zveza | 6:1 | Švedska | Katovice, Poljska |

| Poročilo tekme      | Poročilo tekme | Poročilo tekme | Poročilo tekme | Poročilo tekme |
| ------------------- | -------------- | -------------- | -------------- | -------------- |
| Začetek: ni podatka |                |                |                |                |

| 14. april 1976 | Poljska | 4:2 | ZDA | Katovice, Poljska |

| Poročilo tekme      | Poročilo tekme | Poročilo tekme | Poročilo tekme | Poročilo tekme |
| ------------------- | -------------- | -------------- | -------------- | -------------- |
| Začetek: ni podatka |                |                |                |                |

| 14. april 1976 | Vzhodna Nemčija | 1:7 | Zahodna Nemčija | Katovice, Poljska |

| Poročilo tekme      | Poročilo tekme | Poročilo tekme | Poročilo tekme | Poročilo tekme |
| ------------------- | -------------- | -------------- | -------------- | -------------- |
| Začetek: ni podatka |                |                |                |                |

| 15. april 1976 | Švedska | 4:3 | Finska | Katovice, Poljska |

| Poročilo tekme      | Poročilo tekme | Poročilo tekme | Poročilo tekme | Poročilo tekme |
| ------------------- | -------------- | -------------- | -------------- | -------------- |
| Začetek: ni podatka |                |                |                |                |

| 15. april 1976 | Češkoslovaška | 10:2 | ZDA | Katovice, Poljska |

| Poročilo tekme      | Poročilo tekme | Poročilo tekme | Poročilo tekme | Poročilo tekme |
| ------------------- | -------------- | -------------- | -------------- | -------------- |
| Začetek: ni podatka |                |                |                |                |

| 15. april 1976 | Sovjetska zveza | 8:2 | Zahodna Nemčija | Katovice, Poljska |

| Poročilo tekme      | Poročilo tekme | Poročilo tekme | Poročilo tekme | Poročilo tekme |
| ------------------- | -------------- | -------------- | -------------- | -------------- |
| Začetek: ni podatka |                |                |                |                |

| 17. april 1976 | Švedska | 8:2 | Vzhodna Nemčija | Katovice, Poljska |

| Poročilo tekme      | Poročilo tekme | Poročilo tekme | Poročilo tekme | Poročilo tekme |
| ------------------- | -------------- | -------------- | -------------- | -------------- |
| Začetek: ni podatka |                |                |                |                |

| 17. april 1976 | Poljska | 3:3 | Finska | Katovice, Poljska |

| Poročilo tekme      | Poročilo tekme | Poročilo tekme | Poročilo tekme | Poročilo tekme |
| ------------------- | -------------- | -------------- | -------------- | -------------- |
| Začetek: ni podatka |                |                |                |                |

| 17. april 1976 | Sovjetska zveza | 2:3 | Češkoslovaška | Katovice, Poljska |

| Poročilo tekme      | Poročilo tekme | Poročilo tekme | Poročilo tekme | Poročilo tekme |
| ------------------- | -------------- | -------------- | -------------- | -------------- |
| Začetek: ni podatka |                |                |                |                |

| 18. april 1976 | ZDA | 5:1 | Zahodna Nemčija | Katovice, Poljska |

| Poročilo tekme      | Poročilo tekme | Poročilo tekme | Poročilo tekme | Poročilo tekme |
| ------------------- | -------------- | -------------- | -------------- | -------------- |
| Začetek: ni podatka |                |                |                |                |

| 18. april 1976 | Finska | 1:2 | Vzhodna Nemčija | Katovice, Poljska |

| Poročilo tekme      | Poročilo tekme | Poročilo tekme | Poročilo tekme | Poročilo tekme |
| ------------------- | -------------- | -------------- | -------------- | -------------- |
| Začetek: ni podatka |                |                |                |                |

| 19. april 1976 | Češkoslovaška | 9:1 | Zahodna Nemčija | Katovice, Poljska |

| Poročilo tekme      | Poročilo tekme | Poročilo tekme | Poročilo tekme | Poročilo tekme |
| ------------------- | -------------- | -------------- | -------------- | -------------- |
| Začetek: ni podatka |                |                |                |                |

| 19. april 1976 | Poljska | 1:4 | Švedska | Katovice, Poljska |

| Poročilo tekme      | Poročilo tekme | Poročilo tekme | Poročilo tekme | Poročilo tekme |
| ------------------- | -------------- | -------------- | -------------- | -------------- |
| Začetek: ni podatka |                |                |                |                |

| 19. april 1976 | Sovjetska zveza | 5:2 | ZDA | Katovice, Poljska |

| Poročilo tekme      | Poročilo tekme | Poročilo tekme | Poročilo tekme | Poročilo tekme |
| ------------------- | -------------- | -------------- | -------------- | -------------- |
| Začetek: ni podatka |                |                |                |                |

##### Lestvica
OT-odigrane tekme, z-zmage, n-neodločeni izidi, P-porazi, DG-doseženo goli, PG-prejeti goli, GR-gol razlika, T-točke.
| # | Reprezentanca   | OT | Z | N | P | DG | PG | GR  | T  |
| - | --------------- | -- | - | - | - | -- | -- | --- | -- |
| 1 | Češkoslovaška   | 7  | 7 | 0 | 0 | 54 | 7  | +47 | 14 |
| 2 | Sovjetska zveza | 7  | 5 | 0 | 2 | 37 | 15 | +22 | 10 |
| 3 | Švedska         | 7  | 4 | 0 | 3 | 22 | 18 | +4  | 8  |
| 4 | ZDA             | 7  | 3 | 1 | 3 | 19 | 23 | -4  | 7  |
| 5 | Poljska         | 7  | 2 | 1 | 4 | 21 | 36 | -15 | 5  |
| 6 | Zahodna Nemčija | 7  | 2 | 0 | 5 | 19 | 35 | -16 | 4  |
| 7 | Finska          | 7  | 1 | 2 | 4 | 17 | 29 | -12 | 4  |
| 8 | Vzhodna Nemčija | 7  | 2 | 0 | 5 | 11 | 37 | -25 | 4  |

#### Boj za obstanek
| 20. april 1976 | Poljska | 5:4 | Vzhodna Nemčija | Katovice, Poljska |

| Poročilo tekme      | Poročilo tekme | Poročilo tekme | Poročilo tekme | Poročilo tekme |
| ------------------- | -------------- | -------------- | -------------- | -------------- |
| Začetek: ni podatka |                |                |                |                |

| 20. april 1976 | Finska | 4:4 | Zahodna Nemčija | Katovice, Poljska |

| Poročilo tekme      | Poročilo tekme | Poročilo tekme | Poročilo tekme | Poročilo tekme |
| ------------------- | -------------- | -------------- | -------------- | -------------- |
| Začetek: ni podatka |                |                |                |                |

| 22. april 1976 | Poljska | 5:5 | Finska | Katovice, Poljska |

| Poročilo tekme      | Poročilo tekme | Poročilo tekme | Poročilo tekme | Poročilo tekme |
| ------------------- | -------------- | -------------- | -------------- | -------------- |
| Začetek: ni podatka |                |                |                |                |

| 22. april 1976 | Vzhodna Nemčija | 1:1 | Zahodna Nemčija | Katovice, Poljska |

| Poročilo tekme      | Poročilo tekme | Poročilo tekme | Poročilo tekme | Poročilo tekme |
| ------------------- | -------------- | -------------- | -------------- | -------------- |
| Začetek: ni podatka |                |                |                |                |

| 25. april 1976 | Finska | 9:3 | Vzhodna Nemčija | Katovice, Poljska |

| Poročilo tekme      | Poročilo tekme | Poročilo tekme | Poročilo tekme | Poročilo tekme |
| ------------------- | -------------- | -------------- | -------------- | -------------- |
| Začetek: ni podatka |                |                |                |                |

| 25. april 1976 | Poljska | 1:2 | Zahodna Nemčija | Katovice, Poljska |

| Poročilo tekme      | Poročilo tekme | Poročilo tekme | Poročilo tekme | Poročilo tekme |
| ------------------- | -------------- | -------------- | -------------- | -------------- |
| Začetek: ni podatka |                |                |                |                |

##### Lestvica
OT-odigrane tekme, z-zmage, n-neodločeni izidi, P-porazi, DG-doseženo goli, PG-prejeti goli, GR-gol razlika, T-točke.
| # | Reprezentanca   | OT | Z | N | P | DG | PG | GR  | T |
| - | --------------- | -- | - | - | - | -- | -- | --- | - |
| 5 | Finska          | 10 | 2 | 4 | 4 | 35 | 41 | -6  | 8 |
| 6 | Zahodna Nemčija | 10 | 3 | 2 | 5 | 26 | 41 | -15 | 8 |
| 7 | Poljska         | 10 | 3 | 2 | 5 | 32 | 47 | -15 | 8 |
| 8 | Vzhodna Nemčija | 10 | 2 | 1 | 7 | 19 | 52 | -33 | 5 |

- Poljska in vzhodnonemška reprezentanca sta izpadli v skupino B.

#### Boj za 1. do 4. mesto
| 21. april 1976 | Češkoslovaška | 5:1 | ZDA | Katovice, Poljska |

| Poročilo tekme      | Poročilo tekme | Poročilo tekme | Poročilo tekme | Poročilo tekme |
| ------------------- | -------------- | -------------- | -------------- | -------------- |
| Začetek: ni podatka |                |                |                |                |

| 21. april 1976 | Sovjetska zveza | 3:4 | Švedska | Katovice, Poljska |

| Poročilo tekme      | Poročilo tekme | Poročilo tekme | Poročilo tekme | Poročilo tekme |
| ------------------- | -------------- | -------------- | -------------- | -------------- |
| Začetek: ni podatka |                |                |                |                |

| 23. april 1976 | Češkoslovaška | 5:3 | Švedska | Katovice, Poljska |

| Poročilo tekme      | Poročilo tekme | Poročilo tekme | Poročilo tekme | Poročilo tekme |
| ------------------- | -------------- | -------------- | -------------- | -------------- |
| Začetek: ni podatka |                |                |                |                |

| 23. april 1976 | Sovjetska zveza | 7:1 | ZDA | Katovice, Poljska |

| Poročilo tekme      | Poročilo tekme | Poročilo tekme | Poročilo tekme | Poročilo tekme |
| ------------------- | -------------- | -------------- | -------------- | -------------- |
| Začetek: ni podatka |                |                |                |                |

| 24. april 1976 | Švedska | 7:3 | ZDA | Katovice, Poljska |

| Poročilo tekme      | Poročilo tekme | Poročilo tekme | Poročilo tekme | Poročilo tekme |
| ------------------- | -------------- | -------------- | -------------- | -------------- |
| Začetek: ni podatka |                |                |                |                |

| 24. april 1976 | Sovjetska zveza | 3:3 | Češkoslovaška | Katovice, Poljska |

| Poročilo tekme      | Poročilo tekme | Poročilo tekme | Poročilo tekme | Poročilo tekme |
| ------------------- | -------------- | -------------- | -------------- | -------------- |
| Začetek: ni podatka |                |                |                |                |

##### Lestvica
OT-odigrane tekme, z-zmage, n-neodločeni izidi, P-porazi, DG-doseženo goli, PG-prejeti goli, GR-gol razlika, T-točke.
| # | Reprezentanca   | OT | Z | N | P | DG | PG | GR  | T  |
| - | --------------- | -- | - | - | - | -- | -- | --- | -- |
| 1 | Češkoslovaška   | 10 | 9 | 1 | 0 | 67 | 14 | +53 | 19 |
| 2 | Sovjetska zveza | 10 | 6 | 1 | 3 | 50 | 23 | +27 | 13 |
| 3 | Švedska         | 10 | 6 | 0 | 4 | 36 | 29 | +7  | 12 |
| 4 | ZDA             | 10 | 3 | 1 | 6 | 24 | 42 | -18 | 7  |

### Skupina B
| 18. marec 1976 | Nizozemska | 4:3 | Norveška | Aarau, Švica |

| Poročilo tekme      | Poročilo tekme | Poročilo tekme | Poročilo tekme | Poročilo tekme |
| ------------------- | -------------- | -------------- | -------------- | -------------- |
| Začetek: ni podatka |                |                |                |                |

| 18. marec 1976 | Švica | 5:1 | Bolgarija | Aarau, Švica |

| Poročilo tekme      | Poročilo tekme | Poročilo tekme | Poročilo tekme | Poročilo tekme |
| ------------------- | -------------- | -------------- | -------------- | -------------- |
| Začetek: ni podatka |                |                |                |                |

| 18. marec 1976 | Italija | 2:8 | Jugoslavija | Biel, Švica |

| Poročilo tekme      | Poročilo tekme | Poročilo tekme | Poročilo tekme | Poročilo tekme |
| ------------------- | -------------- | -------------- | -------------- | -------------- |
| Začetek: ni podatka |                |                |                |                |

| 18. marec 1976 | Romunija | 7:5 | Japonska | Biel, Švica |

| Poročilo tekme      | Poročilo tekme | Poročilo tekme | Poročilo tekme | Poročilo tekme |
| ------------------- | -------------- | -------------- | -------------- | -------------- |
| Začetek: ni podatka |                |                |                |                |

| 19. marec 1976 | Italija | 8:3 | Bolgarija | Aarau, Švica |

| Poročilo tekme      | Poročilo tekme | Poročilo tekme | Poročilo tekme | Poročilo tekme |
| ------------------- | -------------- | -------------- | -------------- | -------------- |
| Začetek: ni podatka |                |                |                |                |

| 19. marec 1976 | Švica | 5:4 | Jugoslavija | Biel, Švica |

| Poročilo tekme      | Poročilo tekme | Poročilo tekme | Poročilo tekme | Poročilo tekme |
| ------------------- | -------------- | -------------- | -------------- | -------------- |
| Začetek: ni podatka |                |                |                |                |

| 20. marec 1976 | Japonska | 4:0 | Nizozemska | Aarau, Švica |

| Poročilo tekme      | Poročilo tekme | Poročilo tekme | Poročilo tekme | Poročilo tekme |
| ------------------- | -------------- | -------------- | -------------- | -------------- |
| Začetek: ni podatka |                |                |                |                |

| 20. marec 1976 | Romunija | 2:1 | Norveška | Biel, Švica |

| Poročilo tekme      | Poročilo tekme | Poročilo tekme | Poročilo tekme | Poročilo tekme |
| ------------------- | -------------- | -------------- | -------------- | -------------- |
| Začetek: ni podatka |                |                |                |                |

| 21. marec 1976 | Jugoslavija | 5:2 | Romunija | Aarau, Švica |

| Poročilo tekme      | Poročilo tekme | Poročilo tekme | Poročilo tekme | Poročilo tekme |
| ------------------- | -------------- | -------------- | -------------- | -------------- |
| Začetek: ni podatka |                |                |                |                |

| 21. marec 1976 | Švica | 4:2 | Nizozemska | Aarau, Švica |

| Poročilo tekme      | Poročilo tekme | Poročilo tekme | Poročilo tekme | Poročilo tekme |
| ------------------- | -------------- | -------------- | -------------- | -------------- |
| Začetek: ni podatka |                |                |                |                |

| 21. marec 1976 | Italija | 4:2 | Norveška | Biel, Švica |

| Poročilo tekme      | Poročilo tekme | Poročilo tekme | Poročilo tekme | Poročilo tekme |
| ------------------- | -------------- | -------------- | -------------- | -------------- |
| Začetek: ni podatka |                |                |                |                |

| 21. marec 1976 | Bolgarija | 3:4 | Japonska | Biel, Švica |

| Poročilo tekme      | Poročilo tekme | Poročilo tekme | Poročilo tekme | Poročilo tekme |
| ------------------- | -------------- | -------------- | -------------- | -------------- |
| Začetek: ni podatka |                |                |                |                |

| 22. marec 1976 | Jugoslavija | 9:7 | Bolgarija | Aarau, Švica |

| Poročilo tekme      | Poročilo tekme | Poročilo tekme | Poročilo tekme | Poročilo tekme |
| ------------------- | -------------- | -------------- | -------------- | -------------- |
| Začetek: ni podatka |                |                |                |                |

| 22. marec 1976 | Švica | 4:1 | Italija | Biel, Švica |

| Poročilo tekme      | Poročilo tekme | Poročilo tekme | Poročilo tekme | Poročilo tekme |
| ------------------- | -------------- | -------------- | -------------- | -------------- |
| Začetek: ni podatka |                |                |                |                |

| 23. marec 1976 | Romunija | 8:1 | Nizozemska | Aarau, Švica |

| Poročilo tekme      | Poročilo tekme | Poročilo tekme | Poročilo tekme | Poročilo tekme |
| ------------------- | -------------- | -------------- | -------------- | -------------- |
| Začetek: ni podatka |                |                |                |                |

| 23. marec 1976 | Norveška | 3:2 | Japonska | Biel, Švica |

| Poročilo tekme      | Poročilo tekme | Poročilo tekme | Poročilo tekme | Poročilo tekme |
| ------------------- | -------------- | -------------- | -------------- | -------------- |
| Začetek: ni podatka |                |                |                |                |

| 24. marec 1976 | Romunija | 5:5 | Italija | Aarau, Švica |

| Poročilo tekme      | Poročilo tekme | Poročilo tekme | Poročilo tekme | Poročilo tekme |
| ------------------- | -------------- | -------------- | -------------- | -------------- |
| Začetek: ni podatka |                |                |                |                |

| 24. marec 1976 | Japonska | 3:2 | Jugoslavija | Aarau, Švica |

| Poročilo tekme      | Poročilo tekme | Poročilo tekme | Poročilo tekme | Poročilo tekme |
| ------------------- | -------------- | -------------- | -------------- | -------------- |
| Začetek: ni podatka |                |                |                |                |

| 24. marec 1976 | Nizozemska | 5:3 | Bolgarija | Biel, Švica |

| Poročilo tekme      | Poročilo tekme | Poročilo tekme | Poročilo tekme | Poročilo tekme |
| ------------------- | -------------- | -------------- | -------------- | -------------- |
| Začetek: ni podatka |                |                |                |                |

| 24. marec 1976 | Švica | 3:7 | Norveška | Biel, Švica |

| Poročilo tekme      | Poročilo tekme | Poročilo tekme | Poročilo tekme | Poročilo tekme |
| ------------------- | -------------- | -------------- | -------------- | -------------- |
| Začetek: ni podatka |                |                |                |                |

| 26. marec 1976 | Japonska | 10:0 | Italija | Aarau, Švica |

| Poročilo tekme      | Poročilo tekme | Poročilo tekme | Poročilo tekme | Poročilo tekme |
| ------------------- | -------------- | -------------- | -------------- | -------------- |
| Začetek: ni podatka |                |                |                |                |

| 26. marec 1976 | Norveška | 7:2 | Bolgarija | Aarau, Švica |

| Poročilo tekme      | Poročilo tekme | Poročilo tekme | Poročilo tekme | Poročilo tekme |
| ------------------- | -------------- | -------------- | -------------- | -------------- |
| Začetek: ni podatka |                |                |                |                |

| 26. marec 1976 | Nizozemska | 1:5 | Jugoslavija | Biel, Švica |

| Poročilo tekme      | Poročilo tekme | Poročilo tekme | Poročilo tekme | Poročilo tekme |
| ------------------- | -------------- | -------------- | -------------- | -------------- |
| Začetek: ni podatka |                |                |                |                |

| 26. marec 1976 | Švica | 2:7 | Romunija | Biel, Švica |

| Poročilo tekme      | Poročilo tekme | Poročilo tekme | Poročilo tekme | Poročilo tekme |
| ------------------- | -------------- | -------------- | -------------- | -------------- |
| Začetek: ni podatka |                |                |                |                |

| 27. marec 1976 | Norveška | 6:4 | Jugoslavija | Aarau, Švica |

| Poročilo tekme      | Poročilo tekme | Poročilo tekme | Poročilo tekme | Poročilo tekme |
| ------------------- | -------------- | -------------- | -------------- | -------------- |
| Začetek: ni podatka |                |                |                |                |

| 27. marec 1976 | Švica | 2:6 | Japonska | Aarau, Švica |

| Poročilo tekme      | Poročilo tekme | Poročilo tekme | Poročilo tekme | Poročilo tekme |
| ------------------- | -------------- | -------------- | -------------- | -------------- |
| Začetek: ni podatka |                |                |                |                |

| 27. marec 1976 | Romunija | 9:4 | Bolgarija | Biel, Švica |

| Poročilo tekme      | Poročilo tekme | Poročilo tekme | Poročilo tekme | Poročilo tekme |
| ------------------- | -------------- | -------------- | -------------- | -------------- |
| Začetek: ni podatka |                |                |                |                |

| 27. marec 1976 | Nizozemska | 9:3 | Italija | Biel, Švica |

| Poročilo tekme      | Poročilo tekme | Poročilo tekme | Poročilo tekme | Poročilo tekme |
| ------------------- | -------------- | -------------- | -------------- | -------------- |
| Začetek: ni podatka |                |                |                |                |

#### Lestvica
OT-odigrane tekme, z-zmage, n-neodločeni izidi, P-porazi, DG-doseženo goli, PG-prejeti goli, GR-gol razlika, T-točke.
| #  | Reprezentanca | OT | Z | N | P | DG | PG | GR  | T  |
| -- | ------------- | -- | - | - | - | -- | -- | --- | -- |
| 9  | Romunija      | 7  | 5 | 1 | 1 | 40 | 23 | +17 | 11 |
| 10 | Japonska      | 7  | 5 | 0 | 2 | 34 | 17 | +17 | 10 |
| 11 | Norveška      | 7  | 4 | 0 | 3 | 29 | 21 | +8  | 8  |
| 12 | Švica         | 7  | 4 | 0 | 3 | 25 | 28 | +3  | 8  |
| 13 | Jugoslavija   | 7  | 4 | 0 | 3 | 37 | 26 | +11 | 8  |
| 14 | Nizozemska    | 7  | 3 | 0 | 4 | 22 | 30 | -8  | 6  |
| 15 | Italija       | 7  | 2 | 1 | 4 | 23 | 41 | -18 | 5  |
| 16 | Bolgarija     | 7  | 0 | 0 | 7 | 23 | 47 | -24 | 0  |

- Romunska reprezentanca se je uvrstila v skupino A.
- Italijanska in bolgarska reprezentanca sta izpadli v skupino C.

### Skupina C
| 8. marec 1976 | Avstrija | 4:3 | Danska | Gdansk, Poljska |

| Poročilo tekme      | Poročilo tekme | Poročilo tekme | Poročilo tekme | Poročilo tekme |
| ------------------- | -------------- | -------------- | -------------- | -------------- |
| Začetek: ni podatka |                |                |                |                |

| 8. marec 1976 | Madžarska | 11:0 | Združeno kraljestvo | Gdansk, Poljska |

| Poročilo tekme      | Poročilo tekme | Poročilo tekme | Poročilo tekme | Poročilo tekme |
| ------------------- | -------------- | -------------- | -------------- | -------------- |
| Začetek: ni podatka |                |                |                |                |

| 9. marec 1976 | Avstrija | 21:2 | Združeno kraljestvo | Gdansk, Poljska |

| Poročilo tekme      | Poročilo tekme | Poročilo tekme | Poročilo tekme | Poročilo tekme |
| ------------------- | -------------- | -------------- | -------------- | -------------- |
| Začetek: ni podatka |                |                |                |                |

| 9. marec 1976 | Madžarska | 6:1 | Francija | Gdansk, Poljska |

| Poročilo tekme      | Poročilo tekme | Poročilo tekme | Poročilo tekme | Poročilo tekme |
| ------------------- | -------------- | -------------- | -------------- | -------------- |
| Začetek: ni podatka |                |                |                |                |

| 10. marec 1976 | Francija | 7:4 | Danska | Gdansk, Poljska |

| Poročilo tekme      | Poročilo tekme | Poročilo tekme | Poročilo tekme | Poročilo tekme |
| ------------------- | -------------- | -------------- | -------------- | -------------- |
| Začetek: ni podatka |                |                |                |                |

| 11. marec 1976 | Danska | 7:3 | Združeno kraljestvo | Gdansk, Poljska |

| Poročilo tekme      | Poročilo tekme | Poročilo tekme | Poročilo tekme | Poročilo tekme |
| ------------------- | -------------- | -------------- | -------------- | -------------- |
| Začetek: ni podatka |                |                |                |                |

| 11. marec 1976 | Avstrija | 6:3 | Madžarska | Gdansk, Poljska |

| Poročilo tekme      | Poročilo tekme | Poročilo tekme | Poročilo tekme | Poročilo tekme |
| ------------------- | -------------- | -------------- | -------------- | -------------- |
| Začetek: ni podatka |                |                |                |                |

| 12. marec 1976 | Francija | 5:1 | Združeno kraljestvo | Gdansk, Poljska |

| Poročilo tekme      | Poročilo tekme | Poročilo tekme | Poročilo tekme | Poročilo tekme |
| ------------------- | -------------- | -------------- | -------------- | -------------- |
| Začetek: ni podatka |                |                |                |                |

| 13. marec 1976 | Madžarska | 10:2 | Danska | Gdansk, Poljska |

| Poročilo tekme      | Poročilo tekme | Poročilo tekme | Poročilo tekme | Poročilo tekme |
| ------------------- | -------------- | -------------- | -------------- | -------------- |
| Začetek: ni podatka |                |                |                |                |

| 13. marec 1976 | Avstrija | 7:1 | Francija | Gdansk, Poljska |

| Poročilo tekme      | Poročilo tekme | Poročilo tekme | Poročilo tekme | Poročilo tekme |
| ------------------- | -------------- | -------------- | -------------- | -------------- |
| Začetek: ni podatka |                |                |                |                |

#### Lestvica
OT-odigrane tekme, z-zmage, n-neodločeni izidi, P-porazi, DG-doseženo goli, PG-prejeti goli, GR-gol razlika, T-točke.
| #  | Reprezentanca       | OT | Z | N | P | DG | PG | GR     | T |
| -- | ------------------- | -- | - | - | - | -- | -- | ------ | - |
| 17 | Avstrija            | 4  | 4 | 0 | 0 | 38 | 9  | +29    | 8 |
| 18 | Madžarska           | 4  | 3 | 0 | 1 | 30 | 9  | +21    | 6 |
| 19 | Francija            | 4  | 2 | 0 | 2 | 14 | 18 | -4     | 4 |
| 20 | Danska              | 4  | 1 | 0 | 3 | 16 | 24 | -8     | 2 |
| 21 | Združeno kraljestvo | 4  | 0 | 0 | 4 | 6  | 44 | -38\|0 |   |

- Avstrijska in madžarska reprezentanca sta se uvrstili v skupino B.

## Končni vrstni red
1. Češkoslovaška
2. Sovjetska zveza
3. Švedska
4. ZDA
5. Finska
6. Zahodna Nemčija
7. Poljska
8. Vzhodna Nemčija
9. Romunija
10. Japonska
11. Norveška
12. Švica
13. Jugoslavija
14. Nizozemska
15. Italija
16. Bolgarija
17. Avstrija
18. Madžarska
19. Francija
20. Danska
21. Združeno kraljestvo